# Собор Непорочного Сердца Марии (Микронезия)
Собор непорочного сердца Марии — католическая церковь, расположенная в деревне Таннука в муниципалитете Вено на Каролинских островах. Является резиденцией епархии Каролинских островов. По состоянию на 2021 год епископом церкви является Хулио Ангкел.

## История
Первая церковь в Таннуке была основана в 1915 году немецкими миссионерами. В 1946 году рядом со штабом миссии Чуук была возведена новая деревянная церковь. Вскоре после этого миссия монахинь Мерседари открылась в католической школе им. Святой Сесилии.
Позже штаб христианской миссии был перестроен в целях расширения и присоединения к церкви Таннук. Новая миссионерская церковь была торжественно открыта в 1951 году и посвящена непорочному сердцу Марии.
В конце 1960-х годов церковь была освящена. В 1973 году была построена епископская резиденция, куда переехал тогдашний епископ Джозеф Мартин Нейлон Таннук.